# Sylhet S.
Sylhet S. (bengali: সিলেট সদর) är ett underdistrikt i Bangladesh.   Det ligger i provinsen Sylhet, i den nordöstra delen av landet, 200 km nordost om huvudstaden Dhaka. Arean är 323 kvadratkilometer.
Terrängen i Sylhet S. är mycket platt.
Trakten runt Sylhet S. består till största delen av jordbruksmark. Runt Sylhet S. är det mycket tätbefolkat, med 1 632 invånare per kvadratkilometer.